# トフィック・ムサエフ
トフィック・ムサエフ（Tofiq Musayev、1989年12月15日 - ）は、アゼルバイジャンの男性総合格闘家。バクー出身。ORION FIGHT CLUB/キルクリフFC所属。RIZIN FIGHTING WORLD GRAND-PRIX 2019優勝。

## 来歴
12歳の時に空手を始め、2013年、23歳でプロ総合格闘技デビュー。

### RIZIN
2018年12月31日、RIZIN初参戦となったRIZIN.14で大尊伸光と対戦し、パウンドでTKO勝ち。
2019年6月2日、RIZIN.16でダロン・クルックシャンクと対戦し、3-0の判定勝ち。
2019年10月12日、RIZIN.19のライト級トーナメント1回戦でダミアン・ブラウンと対戦し、左ハイキックを効かせた後、追撃のパンチ連打でTKO勝ち。
2019年12月31日、RIZIN.20のライト級トーナメント準決勝でジョニー・ケースと対戦し、1Rに左フックで倒してからコーナーでのパウンドでTKO勝利。続く決勝戦のパトリッキー・ピットブルとの試合では、3Rを通じて攻守が激しく入れ替わるハイレベルな熱戦の末、ムサエフが3-0の判定で勝利を収め、トーナメント優勝を果たした。この試合は母国アゼルバイジャンの国営放送で生中継され、ムサエフは凱旋帰国すると空港で多くの報道陣とファンに囲まれるなど国民的英雄として熱烈な祝福を受けた。
2020年9月29日、コーチのルスラン・エフェンディエフが自身のSNSにて「ムサエフがアゼルバイジャン共和国軍に招集された」と報告し、ムサエフが2020年ナゴルノ・カラバフ紛争のアゼルバイジャン軍に加わった事が判明した。ムサエフはRIZIN.26への出場が調整されていたがこれにより断念することとなった。12月29日、RIZIN榊原信行代表からムサエフが戦地から帰還したことが発表された。
2021年6月13日、新型コロナウイルス感染拡大対策による入国から14日間の隔離期間を経て、RIZIN.28のRIZIN初代ライト級王座決定戦でホベルト・サトシ・ソウザと対戦するも、1Rに三角絞めによる一本負けを喫し、王座獲得に失敗した。

### Bellator
2022年1月11日、自身のSNSにおいてBellatorへの移籍を発表した。
2022年7月22日、Bellatorデビュー戦となったBellator 283でライト級ランキング1位のシドニー・アウトローと対戦し、左フックでぐらつかせ追撃の右フックで開始27秒のTKO勝ち。
2023年3月10日、Bellator 292のBellatorライト級ワールドグランプリ1回戦でライト級ランキング4位のアレクサンドル・シャブリーと対戦。3Rにシャブリーがボディへの右前蹴りを放った際に足が滑ってローブロー気味にヒットし、ムサエフが試合続行不可能となったが、レフェリーや役員が審議した結果、続行不可能の原因がボディへの前蹴りによるものだと判断されたためTKO負けを宣告され、グランプリ1回戦敗退となった。後にこの前蹴りでムサエフは肋骨を骨折したことが判明した。
2023年7月30日、約2年ぶりのRIZIN出場となった超RIZIN.2でアキラと対戦し、2Rにスタンドパンチ連打によるKO勝ちを収めた。当初はルイス・グスタボとの対戦であったが、グスタボの怪我により対戦相手がアキラに変更された。
2023年11月4日、自国アゼルバイジャンで開催されたRIZIN LANDMARK 7で武田光司と対戦し、3RにグラウンドパンチによるTKO勝ちを収めた。

## 戦績
| 総合格闘技 戦績 | 総合格闘技 戦績 | 総合格闘技 戦績 | 総合格闘技 戦績 | 総合格闘技 戦績 | 総合格闘技 戦績 | 総合格闘技 戦績 |
| --------------- | --------------- | --------------- | --------------- | --------------- | --------------- | --------------- |
| 28 試合         | (T)KO           | 一本            | 判定            | その他          | 引き分け        | 無効試合        |
| 22 勝           | 18              | 2               | 2               | 0               | 0               | 0               |
| 6 敗            | 1               | 4               | 1               | 0               | 0               | 0               |

| 勝敗 | 対戦相手                   | 試合結果                          | 大会名                                                                               | 開催年月日     |
| ×    | ムフトベク・オロルバイ     | 1R 4:35 キムラロック              | UFC on ABC 8: Hill vs. Rountree Jr.                                                  | 2025年6月21日  |
| ○    | 武田光司                   | 3R 2:03 TKO（グラウンドパンチ）   | RIZIN LANDMARK 7                                                                     | 2023年11月4日  |
| ○    | アキラ                     | 2R 1:11 KO（左フック）            | 超RIZIN.2                                                                            | 2023年7月30日  |
| ×    | アレクサンドル・シャブリー | 3R 0:29 TKO（ボディへの右前蹴り） | Bellator 292: Nurmagomedov vs. Henderson 【Bellatorライト級ワールドグランプリ1回戦】 | 2023年3月10日  |
| ○    | シドニー・アウトロー       | 1R 0:27 TKO（右フック）           | Bellator 283: Lima vs. Jackson                                                       | 2022年7月22日  |
| ×    | ホベルト・サトシ・ソウザ   | 1R 1:12 三角絞め                  | RIZIN.28 【RIZINライト級王座決定戦】                                                 | 2021年6月13日  |
| ○    | パトリッキー・ピットブル   | 5分3R終了 判定3-0                 | RIZIN.20 【RIZINライト級トーナメント決勝】                                           | 2019年12月31日 |
| ○    | ジョニー・ケース           | 1R 2:47 TKO（グラウンドパンチ）   | RIZIN.20 【RIZINライト級トーナメント準決勝】                                         | 2019年12月31日 |
| ○    | ダミアン・ブラウン         | 1R 4:14 TKO（スタンドパンチ連打） | RIZIN.19 【RIZINライト級トーナメント1回戦】                                          | 2019年10月12日 |
| ○    | ダロン・クルックシャンク   | 5分3R終了 判定3-0                 | RIZIN.16                                                                             | 2019年6月2日   |
| ○    | 大尊伸光                   | 2R 1:19 TKO（パウンド)            | RIZIN.14                                                                             | 2018年12月31日 |
| ○    | マリフ・ピラエフ           | 1R 3:24 TKO（パンチ連打）         | WFCA 48: Zhamaldaev vs. Khasbulaev 2                                                 | 2018年5月4日   |
| ○    | ズラブ・ベテルガラエフ     | 2R 1:23 TKO（負傷）               | WFCA 45: Grozny Battle                                                               | 2018年2月24日  |
| ○    | ムラット・コカトゥルク     | 2R 2:50 TKO（パンチ連打）         | Orion Fight Arena: Spectacular Kickboxing-MMA Gala                                   | 2017年10月21日 |
| ○    | ムラッド・シャフバノフ     | 3R 2:16 TKO（パンチ連打）         | WFCA 34: Battle in Moscow                                                            | 2017年2月25日  |
| ○    | アユブ・ファヒミ           | 1R 3:56 KO（パンチ）              | Azerbaijan MMA Federation: Azerbaijan vs. Iran                                       | 2016年12月31日 |
| ○    | ウーイ・アイク・トン       | 1R 1:35 TKO（パンチ連打）         | Chinese Wushu Fight League                                                           | 2016年6月5日   |
| ○    | ジャン・タオ               | 1R 3:52 TKO（パンチ連打）         | Chinese Wushu Fight League                                                           | 2016年6月5日   |
| ○    | ヤン・バオ                 | 1R 3:55 TKO（パンチ連打）         | Chinese Wushu Fight League                                                           | 2015年11月27日 |
| ○    | シャミル・マゴメドザギドフ | 1R 3:42 KO（パンチ）              | Azerbaijan MMA Federation: National Open Cup                                         | 2015年10月2日  |
| ○    | マゴメド・アルクリェフ     | 1R 2:53 KO（パンチ）              | Selection of Warriors                                                                | 2015年9月18日  |
| ×    | アイグン・アフメドフ       | 5分2R終了 判定0-3                 | New Stream                                                                           | 2014年10月31日 |
| ○    | サイード・ハリロフ         | 1R 3:33 TKO（パンチ連打）         | MMA Star in the Ring: Guseinov vs. Kalych                                            | 2014年6月13日  |
| ×    | エフゲニー・ラヒン         | 1R 1:12 三角絞め                  | Siberian League: Pankration in Yugra                                                 | 2014年4月20日  |
| ○    | ムスルマン・ムスリモフ     | 1R TKO                            | MMA Star in the Ring: Shamil vs. Renat                                               | 2014年3月1日   |
| ×    | ムハメド・ベルハモフ       | 1R 4:09 ダースチョーク            | Oplot Challenge 90                                                                   | 2013年11月30日 |
| ○    | エミルベック・ベクナザロフ | 1R 3:26 リアネイキドチョーク      | Oplot Challenge 80                                                                   | 2013年9月21日  |
| ○    | ヤウズ・セリム・カザンチ   | 1R 2:33 ヒールフック              | Azerbaijan MMA Federation: Azerbaijan vs. Turkey                                     | 2013年5月28日  |

## 獲得タイトル
- RIZIN FIGHTING WORLD GP 2019 ライト級トーナメント優勝（2019年）